# Tăng (họ)
Tăng là một họ của người thuộc vùng Văn hóa Đông Á. Họ này có mặt ở Việt Nam, Trung Quốc (chữ Hán: 曾, bính âm: Zēng) và Triều Tiên (Hangul: 증, Romaja quốc ngữ: Jeung). Trong danh sách Bách gia tính họ này chỉ đứng thứ 384 nhưng người mang họ Tăng đông thứ 32 ở Trung Quốc theo thống kê năm 2006.
Còn một họ nữa cũng được phiên âm là Tăng đó là họ 增. Đây là một họ rất hiếm nhưng cũng xuất hiện đầy đủ ở Việt Nam, Trung Quốc, Triều Tiên. Ở Triều Tiên, cả hai họ này đều rất hiếm.

## Người Việt Nam họ Tăng có danh tiếng
- Tăng Bạt Hổ, chí sĩ Việt Nam
- Tăng Huệ, Trung tướng Tư lệnh Bộ Đội biên phòng Quân đội nhân dân Việt Nam
- Tăng Minh Lộc, Phó Chủ tịch Hội khoa học phát triển Nông thôn Việt Nam, nguyên Cục trưởng, CVP điều phối Nông thôn mới TW.
- Tăng Thanh Hà, diễn viên Việt Nam
- Tăng Phúc, ca sĩ nhạc hiện đại

## Người Trung Quốc họ Tăng có danh tiếng
. Tăng Tử, Nhà Tư tưởng Nho giáo nổi tiếng Trung quốc
- Tăng Củng, nhà văn thời Bắc Tống, một trong Đường-Tống Bát gia
- Tăng Công Lượng, đại thần nhà Bắc Tống
- Tăng Nam Trọng, nhà thiên văn thời Bắc Tống
- Tăng Khải, thi đỗ trạng nguyên thời nhà Minh
- Tăng Quốc Phiên, đại tướng thời nhà Thanh
- Tăng Khánh Hồng, phó chủ tịch nước Cộng hòa Nhân dân Trung Hoa
- Tăng Bồi Viêm, phó thủ tướng Quốc vụ viện Cộng hòa Nhân dân Trung Hoa
- Tăng Âm Quyền, trưởng Đặc khu hành chính Hồng Kông
- Tăng Chí Vĩ, diễn viên Hồng Kông
- Tăng Hoa Thiên, diễn viên Hồng Kông
- Tăng Khải Huyền, diễn viên Đài Loan
- Tăng Kỳ, diễn viên Trung Quốc